# Erik Burgdoerfer
Erik Lawrence Burgdoerfer (* 11. Dezember 1988 in East Setauket, New York) ist ein ehemaliger US-amerikanischer Eishockeyspieler, der im Verlauf seiner aktiven Karriere zwischen 2006 und 2020 unter anderem über 400 Spiele in der American Hockey League (AHL) auf der Position des Verteidigers bestritten hat. Darüber hinaus absolvierte Burgdoerfer acht Partien für die Buffalo Sabres und Ottawa Senators in der National Hockey League (NHL).

## Karriere
Burgdoerfer spielte in seiner Juniorenzeit zwischen 2005 und 2006 zunächst bei den New York Apple Core in der Eastern Junior Hockey League (EJHL), von wo er im Sommer 2006 ans Rensselaer Polytechnic Institute wechselte. Parallel zu seinem Studium spielte er in den folgenden vier Jahren auch für die Eishockeymannschaft der Universität in der ECAC Hockey, einer Division im Spielbetrieb der National Collegiate Athletic Association (NCAA). Der Verteidiger leistete dort vier solide Spielzeiten ab, in denen er nie mehr als sieben Scorerpunkte pro Saison lieferte. Daher blieb er auch im NHL Entry Draft unberücksichtigt, stand im Jahr 2010 aber im All-Academic-Team der ECAC.
Nach Abschluss seines Studiums erhielt Burgdoerfer – wie auch sein Zwillingsbruder Greg, mit dem er bei den Apple Core und am RPI zusammengespielt hatte – im März 2010 einen Probevertrag bei den Bakersfield Condors aus der ECHL. Während Greg Burgdoerfer seine Eishockeykarriere im Sommer 2010 beendete, erhielt Erik Burgdoerfer einen dauerhaften Vertrag bei den Condors und gehörte dem Team die folgenden drei Spieljahre an. Im Oktober 2013 erhielt der Abwehrspieler schließlich einen Vertrag beim Kooperationspartner Oklahoma City Barons aus der American Hockey League (AHL), der ihn aber weiterhin in Bakersfield einsetzte. Dennoch kam er im Verlauf der Saison 2013/14 zu drei Einsätzen bei den OKC Barons. Im Sommer 2014 wechselte er schließlich dauerhaft in die AHL, allerdings als Free Agent zu den Hershey Bears.
Bei den Hershey Bears gehörte der US-Amerikaner in den folgenden zwei Spielzeiten bis zum Sommer 2016 zum Stammpersonal und empfahl sich während dieser Zeit für höhere Aufgaben, so dass er im Juli 2016 von den Buffalo Sabres aus der National Hockey League (NHL) vertraglich gebunden wurde. Zwar stand Burgdoerfer auch dort hauptsächlich im Kader des AHL-Farmteams Rochester Americans, jedoch kam er im Saisonverlauf auch zu ersten Einsätzen für die Sabres in der NHL. Im Juli 2017 wechselte er als Free Agent erneut den Arbeitgeber und stand fortan in Diensten der Ottawa Senators. Diese setzten den Defensivspieler bei den Belleville Senators in der AHL ein. Dort fungierte er im Spieljahres 2018/19 als deren Mannschaftskapitän. Seit seinem Wechsel im Sommer 2017 kam er auch immer wieder zu Einsatzzeiten beim kanadischen Hauptstadtklub in der NHL, ehe er im Juli 2019 als Free Agent zu den Hershey Bears zurückkehrte. Dort unterschrieb er einen Einjahresvertrag. Im Anschluss an die Saison 2019/20 beendete der 31-Jährige seine aktive Karriere.

## Erfolge und Auszeichnungen
- 2010 ECAC Hockey All-Academic Team
- 2011 Teilnahme am ECHL All-Star Game

## Karrierestatistik
(Legende zur Spielerstatistik: Sp oder GP = absolvierte Spiele; T oder G = erzielte Tore; V oder A = erzielte Assists; Pkt oder Pts = erzielte Scorerpunkte; SM oder PIM = erhaltene Strafminuten; +/− = Plus/Minus-Bilanz; PP = erzielte Überzahltore; SH = erzielte Unterzahltore; GW = erzielte Siegtore; 1 Play-downs/Relegation; Kursiv: Statistik nicht vollständig)